# ميكي كوك (لاعب كرة قدم)
ميكي كوك (بالإنجليزية: Micky Cook)‏ (21 مايو 1950 في المملكة المتحدة - ) هو لاعب كرة قدم بريطاني في مركز الهجوم. لعب مع كريستال بالاس ونادي برينتفورد ونادي فوكستون.